# Brigham Young University
Brigham Young University (BYU) är ett universitet i Provo, Utah i USA. Det är knutet till Jesu Kristi Kyrka av Sista Dagars Heliga och är uppkallat efter en av kyrkans tidiga ledare, Brigham Young. Universitetet grundades den 16 oktober 1875.
Universitet är det tredje största privata universitet i USA med 34 737 campusstudenter. 98,7 procent av studenterna är medlemmar i Jesu Kristi kyrka av sista dagars heliga. För att bli antagen ska man enligt universitetets hederskod leva enligt religiösa principer. Detta inkluderar en klädkod, krav på att män rakar sig, att man avstår från alkohol, droger, kaffe och te samt att man inte har sex utanför äktenskapet. Det finns även ett krav på att studenterna, oavsett religionstillhörighet, ska uppvisa rekommendation/intyg från en religiös ledare.
En betydande del av universitets kostnader finansieras av det tionde som medlemmar i Jesu Kristi Kyrka av Sista Dagars Heliga betalar. Detta innebär att studieavgiften på universitetet är lägre än på många andra privata universitet i USA. Universitetet tillämpar olika studieavgifter för medlemmar i Jesu Kristi Kyrka av Sista Dagars Heliga och icke-medlemmar.

## Historia

### Tidig historia

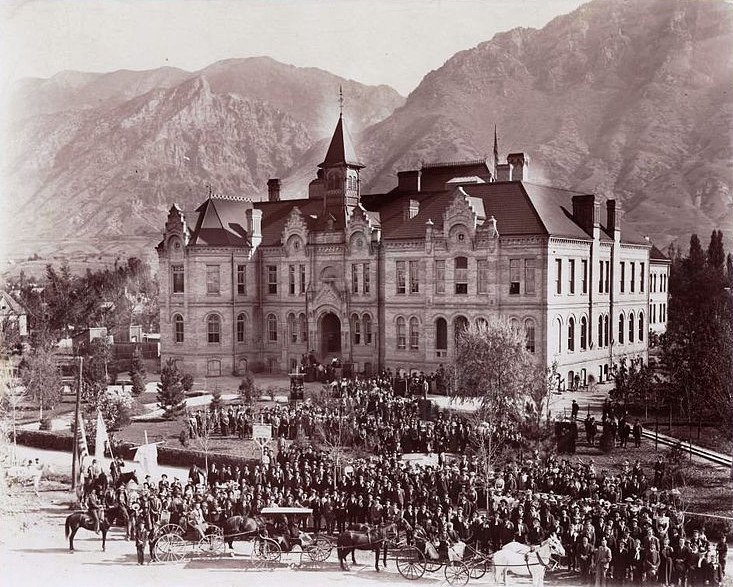
Brigham Young Academy cirka 1900

Universitet har sitt ursprung i den skola i Provo som startades av Warren Dusenberry år 1862. Den 16 oktober 1875 köptes skolan av Brigham Young, dåvarande president i Jesu Kristi kyrka av sista dagars heliga. Det brukar därför anses att universitetet grundades den 16 oktober 1875. De första klasserna började nästföljande år den 3 januari 1876. Warren Dusenberry agerade interimsrektor för skolan fram till april 1876 då Brigham Young tillsatte Karl G. Maeser som rektor. Skolan var dock ännu inget universitet och gick under namnet Brigham Young Academy.
1903 upplöstes Brigham Young Academy och ersattes av två nya institutioner: Brigham Young High School och Brigham Young University. Det nya universitets första president var George H. Brimhall. Det var under hans ledning som universitet 1904 köpte ny mark för att bygga nya universitetsbyggnader. Byggnationen av det nya campusområdet påbörjades 1909 och den första byggnaden som byggdes var Karl G. Maeser Memorial.

### Expansionen
Franklin S. Harris utsågs till universitets president 1921. Han var också den första av universitets presidenter som hade en doktorsgrad. Det var under hans styre som universitet officiellt erkändes som ett universitet genom att det blev ackrediterat under alla dåtidens större ackrediteringsorganisationer.  Han ersattes sedan av Howard S. McDonald som hade avlagt sin doktorsavhandling vid University of California. När han tog över hade Andra världskriget just tagit slut och antalet studenter vid universitetet hade femdubblats till 5 440 studenter. Universitetets lokaler var för begränsade för att kunna hantera alla dessa nya studenter så han köpte en del av en flygbas i Ogden, Utah och byggde studentbostäder där.

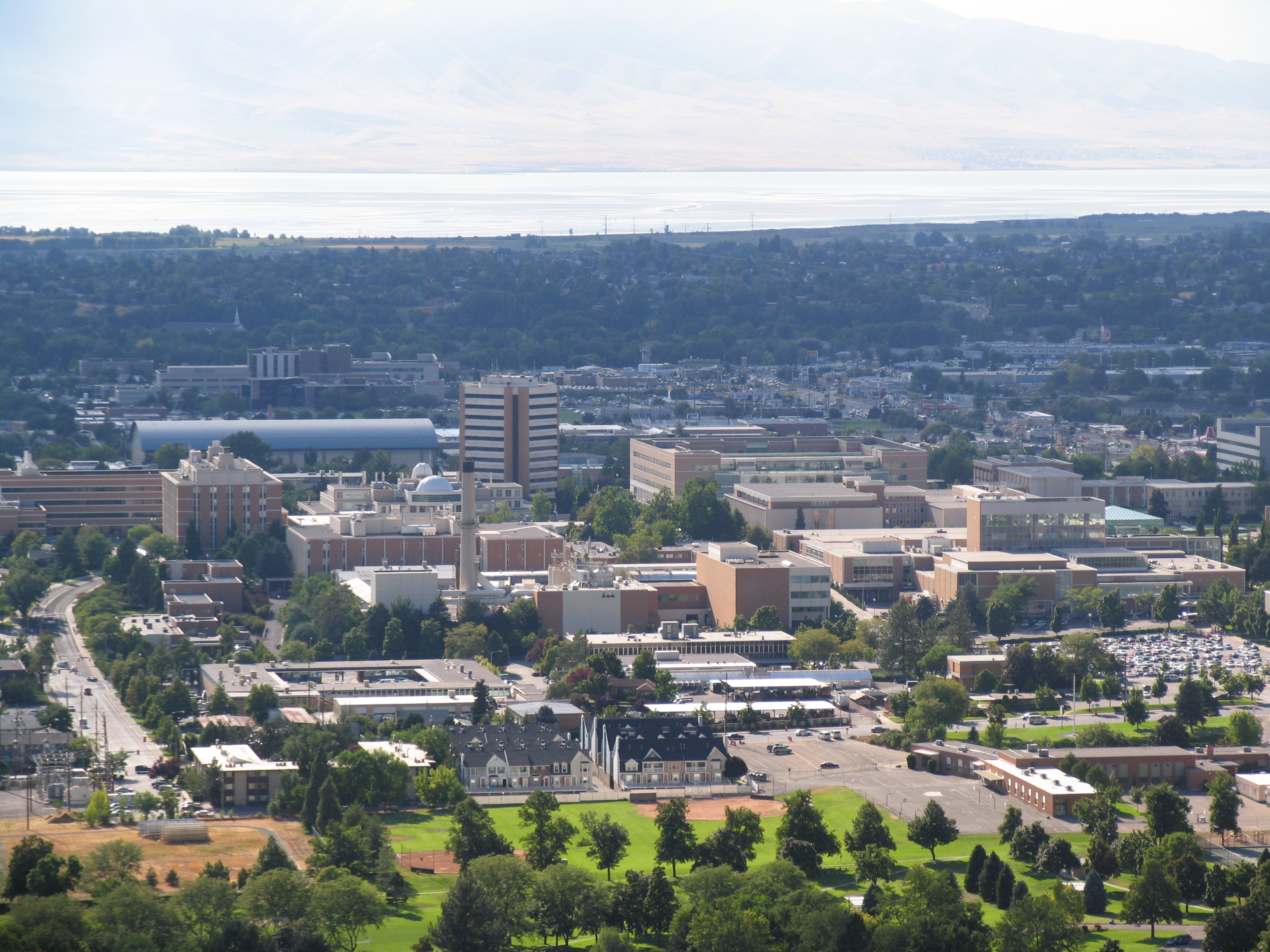
Några av husen i Brigham Young University i Provo

Universitets nästa president, Ernest L. Wilkinson, var också med om en period av intensiv tillväxt och universitetet byggde under hans tid 80 nya universitetsbyggnader. Under hans tid ökade antalet studenter sexfaldigt vilket gjorde att universitetet då var det största privata universitetet i USA. Wilkinson ersattes 1971 av Dahlin H. Oaks som fortsatte expansionen genom grundandet av den juridiska fakulteten vid universitetet och genom att föreslå grundandet av en ny fakultet för management. Därefter utsågs Jeffrey R. Holland till universitetspresident 1980. Under hans tid öppnade universitetet ett campus i Jerusalem i Israel som nu går under namnet BYU Jerusalem Center. 1989 ersattes han av Rex E. Lee som byggde Benson Science Building och universitets konstmuseum. Lee ersattes 1995 av Merrill J. Bateman.
Bateman var ansvarig för byggandet av 36 nya universitetsbyggnader på och utanför campus. Detta inkluderar expansionen av Harold B. Lee-biblioteket på campus. Han var också med om att grunda Mountain West Conference som är en sportliga för universitetslag i regionen. Under hans tid grundades också år 2000 universitets TV-kanal som går under namnet BYU TV. Bateman ersattes år 2003 av Cecil O. Samuelson som i sin tur ersattes av Kevin J. Worthen år 2014.

## Antagningsstatistik och demografi
BYU antog 59 procent av de 12 379 personer som ansökte till universitet för sommar- och höstterminen 2021.  Det genomsnittliga betyget (GPA) för de studenter som antogs var 3,86. U.S. News and World Report beskriver BYU antagningsurval som "mer selektivt" och jämför det med universitet som University of Texas at Austin och The Ohio State University. Därutöver är Brigham Young University rankat på plats 26 i kategorin universitet och högskolor med flest förstaårsstudenter, med 88 år 2006. Antalet antagna studenter som väljer att acceptera antagningserbjudandet är en av de högsta bland universitet i USA då 78 procent av de antagna år 2010 accepterade erbjudandet.
Det finns studenter vid universitet från varje delstat i USA samt studenter från många andra länder. (Under läsåret 2005/2006 fanns det 2 396 studenter från andra länder än USA vilket utgjorde åtta (8) procent av studenterna.) Lite mer än 98 procent av dessa studenter är medlemmar i Jesu Kristi kyrka av sista dagars heliga. År 2006 var 12,6 procent av studenterna vid universitet minoriteter.

## Organisation och administration
Brigham Young University är en del av kyrkans utbildningssystem i Jesu Kristi Kyrka av sista dagars heliga. Universitet styrs genom en stiftelse där presidenten för kyrkan (för närvarande Russell M. Nelson) är stiftelsens ordförande. Stiftelsens styrelse består av samma personer som sitter i styrelsen för kyrkans utbildningssystem och så har det varit sedan 1939. Innan 1939 hade universitet en separat styrelse som var underordnad styrelsen i kyrkans utbildningssystem. Rektorn för universitet, för närvarande Kevin J Worthen, rapporterar till styrelsen genom kommissionären för utbildning.
Universitet har 11 olika institutioner (colleges och skolor) och dessa erbjuder totalt 194 olika utbildningar på grundnivå, 68 masterprogram, 25 doktorsprogram och ett Juris Doktor-program. Universitet administrerar även en del kurser och program genom David M. Kennedy Center for International Studies och diverse andra institutioner inklusive grundutbildningen utbildningen på avancerad nivå, distansstudier, vidareutbildningar och universitetets Honors-program. Universitets vintertermin slutar i april vilket är tidigare än på de flesta andra universitet eftersom universitet inte har något Spring break. Ett typiskt akademiskt år är uppdelat i två terminer: höstterminen (september - december) och vinterterminen (januari - april) samt två kortare terminer under sommarmånaderna: vårterminen (maj-juni) och sommarterminen (juli - augusti)

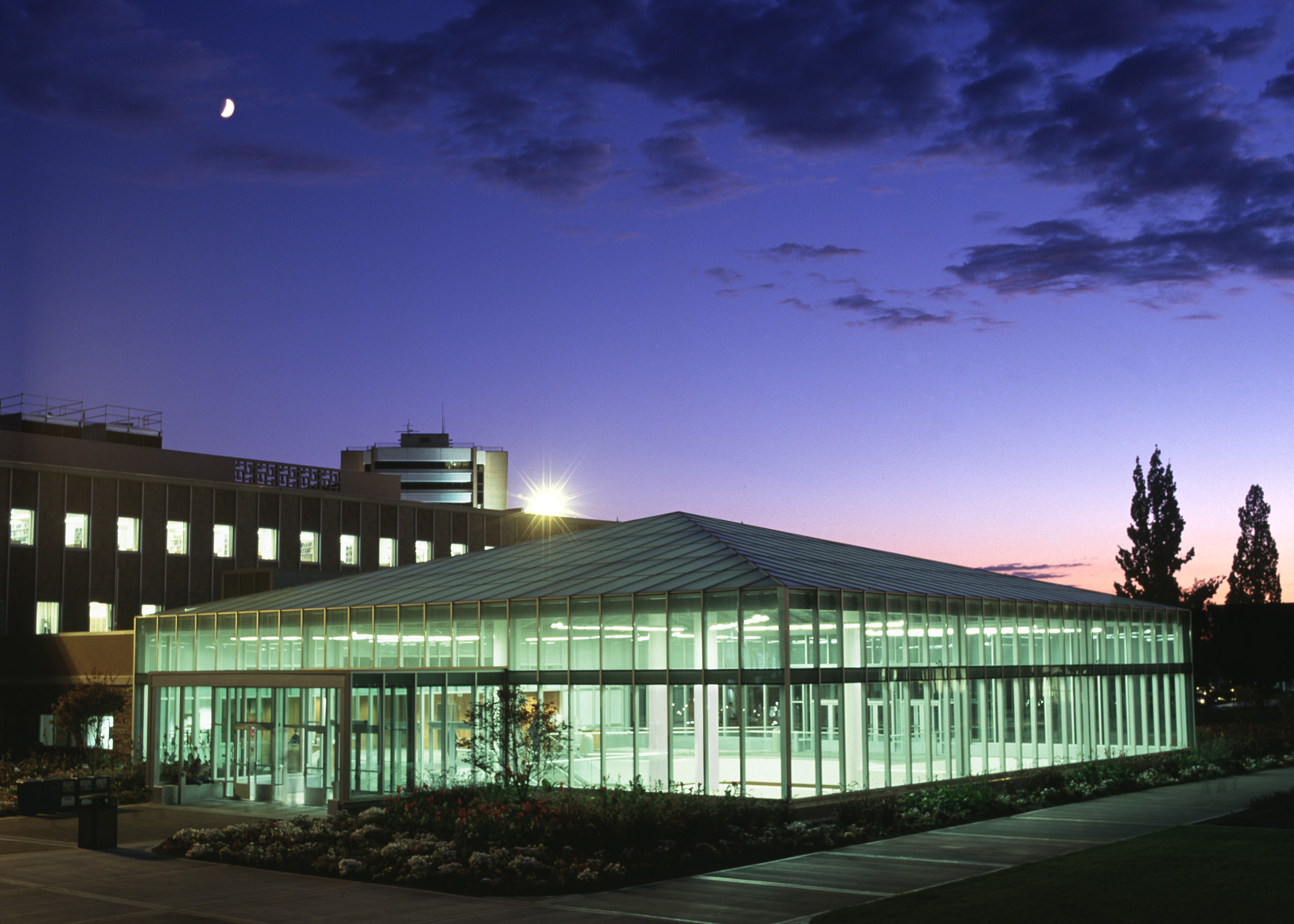
Harold B. Lee biblioteket är rankat som ett av de bästa universitetsbiblioteken i USA med en första plats i en rankning från 2004 av The Princeton Review.

## Campus
Huvudcampus i Provo, Utah, USA är cirka 2,3 kvadratkilometer stort och består av cirka 300 byggnader. Universitetsbiblioteket, Harold B. Lee-biblioteket, har cirka 6 miljoner objekt i sin samling och har av The Princeton Review utsetts till nr 1 i kategorin "Great College Library" år 2004. Biblioteket har 4 600 sittplatser. Spencer W. Kimball Tower är den högsta byggnaden i Provo, Utah.

## Internationellt fokus
Över tre fjärdedelar av studenterna vid universitet har kunskaper i ett andraspråk (totalt antal olika språk är 107 stycken).   Detta är delvis för att 45 procent av studenterna vid universitetet har varit missionärer för Jesu Kristi kyrka av sista dagars heliga och många av dem har lärt sig ett andraspråk som en del av sin mission. Under varje termin tar en tredjedel av studenterna en språkkurs i ett andraspråk vilket är nära fyra gånger högre än genomsnittet i USA. BYU erbjuder kurser i över 60 olika språk, och många tar kurser på avancerad nivå. Flera av universitets språkprogram är de största av sitt slag i USA, programmet för ryska är ett exempel på ett sådant program. Universitet har av det amerikanska utbildningsdepartementet utsetts att ha det nationella utbildningscentret för språk i mellanöstern (Middle East Language Resource Center) vilket har gjort universitet till en samlingsplats för mellanösternexperter. Universitet har också utsetts till "Center for International Business Education Researc" som syftar till att utbilda affärspersoner i andra språk än engelska och internationella relationer.
Utöver detta har universitetet också ett stort utbytesprogram med satellitcampus i London, Jerusalem, Paris och 20 andra platser runtom i världen. Cirka 2000 studenter deltar varje år i dessa utbytesprogram. År 2001 rankade Institute of International Education universitetet som nummer 1 i USA när det kommer till att erbjuda studenterna möjlighet att studera utomlands. Universitet erbjuder möjlighet till utbyte i Sverige.

## Universitets hederskod
Universitets hederskod styr inte bara akademiskt uppförande (så som förbud mot plagarism) utan också moraliska frågor, klädsel och personlig hygien för alla studenter och fakultet med målet att skapa en atmosfär som stämmer överens med de religiösa principer som Jesu Kristi kyrka av sista dagars heliga tillämpar.
Hederskoden föreskriver följande: 
- Avstående från användning av droger, alkohol, tobak, kaffe och te. (Ämnen förbjudna enligt Visdomsordet i Jesu Kristi kyrka av sista dagars heliga)[8]
- Ärlighet[8]
- Uppmana andra studenter att följa hederskoden[8]
- Avstå från sexuella relationer utanför äktenskapet och leva ett dygdigt liv vilket inkluderar:
  - Lämpliga könsspecifika beteenden (inga sexuella trakasserier)[8]
  - Inte konsumera Pornografi eller oanständigt material[8]
  - Ingen olämplig sexuell aktivitet (vilket inkluderar alla sexuella handlingar utanför äktenskapet)[8]
  - Inga homosexuella handlingar[8]
- Laglydighet[8]
- Delta i gudstjänster (i den religion som studenten tillhör)[8]
- Respektera andra människor[8]
- Inte svära eller använda ett ovårdat språk[8]
- Följa reglerna för studentbostäderna (vilka inkluderar restriktioner på tillåtna besökstider för personer av det motsatta könet)[8]
- Följa klädstandarder och standarder för personlig hygien: Kjolar måste var längre än knälånga och tröjor utan ärmar är förbjudna. Tajta kläder är också förbjudna. Manliga studenter får inte ha skägg och håret får inte vara längre än öronhöjd och polisonger får inte var längre än halva örat.[8]
- Skjutvapen på campusområdet är förbjudna.[52]

Hederskoden har upprepade gånger lett till att studenter som polisanmäler våldtäkt undersöks av universitetsfunktionärer för avvikelser från hederskoden och bestraffas genom att stängas av från vidare studier.

## Media
BYU Broadcasting Technical Operations Center är en tv-studio och därifrån sänds den lokala TV-kanalen, KBYU-TV, radiokanalen KBYU-FM Classical 89, BYU Radio, BYU Radio Instrumental, BYU Radio International, BYUtv och BYU Television International med innehåll på spanska och portugisiska (båda tillgängliga via marksändning, satellit och via internet). BYUtv finns också tillgänglig som kabelkanal i vissa områden i USA. BYU Broadcasting Technical Operations Center har tre olika TV-produktionsstudior, två tv-kontrollrum, radiostudios, scener för radioframträdanden och masterkontrollrum.
Universitet producerar också en veckotidning under namnet The Universe (fram till 2012 producerades tidningen dagligen). Universitet har också en nyhetssida på internet som går under namnet The Digital Universe och producerar ett dagligt nyhetsprogram som sänds via KBYU-TV. Universitet har ett eget skivbolag, Tantara Records, som drivs av BYU School of Music och som producerar musik av studenter och anställda. 